# Personnages de Friends

La sitcom américaine Friends a compté six personnages principaux tout le long de sa diffusion, avec de nombreux personnages récurrents le long des dix saisons. Les acteurs jouant les rôles principaux de Friends étaient connus des téléspectateurs avant la diffusion de la série, mais n'étaient pas considérés comme des « stars »,. Le créateur de la série, David Crane, souhaitait que les six personnages soient tous égaux dans leur représentation, et la série fut célébrée comme le « premier vrai show d'ensemble ». Les membres de la distribution firent des efforts pour conserver ce format et pour empêcher qu'un des acteurs principaux ne domine ; ils participaient à la même catégorie pour les récompenses, négociaient collectivement les salaires, et demandaient à apparaitre ensemble sur les couvertures de magazine durant la première saison. Les membres de la distribution devinrent amis hors tournage et l'une des stars invitées, Tom Selleck, indiqua se sentir exclu. Les acteurs principaux sont restés bons amis après la série, ainsi Jennifer Aniston est devenue la marraine de la fille de Courtney Cox et David Arquette, Coco. Dans le livre commémoratif officiel Friends 'Til The End, chacun admit séparément, lors de son interview, que les membres de la distribution étaient devenus comme une famille.
Dans le contrat original de la saison 1, chaque membre de la distribution était payé 22 500 $ par épisode. Les membres de la distribution reçurrent des salaires différents lors de la saison 2, allant de 20 000 $ à 40 000 $ par épisode,. Avant leur négociation salariale de la saison trois, les membres de la distribution décidèrent de négocier solidairement, et ce en dépit de la préférence de la Warner Bros pour les accords individuels. Les acteurs reçurent le salaire du moins payé des membres du casting, ce qui signifie que Jennifer Aniston et David Schwimmer ont vu leur salaire diminué. Les acteurs étaient payés, par épisode, 75 000 $ lors de la saison 3, 85 000 $ lors de la quatrième saison, 100 000 $ dans la cinquième, et 125 000 $ dans la sixième. Les membres de la distribution reçurent 750 000 $ par épisode lors des saisons sept et huit, et 1 000 000 $ pour les deux dernières saisons. Les acteurs ont aussi reçu des royalties à partir de la saison 5.

## Personnages principaux
- Rachel Green : Meilleure amie de Monica et Phoebe. Elle est issue d'une famille aisée, qu'elle abandonne dans le premier épisode après avoir quitté son fiancé devant l'autel. Elle aura pour colocataires successifs Monica, Phoebe, Ross et Joey. Elle entretient une relation compliquée avec Ross, qui sera brièvement son époux et dont elle aura une fille, Emma. Après avoir longtemps été serveuse au café Central Perk, elle se lance dans le monde de la mode et travaille chez Bloomingdale's puis chez Ralph Lauren. Elle a deux sœurs, Amy et Jill, toutes les deux insupportables. La dernière essayera de lui piquer Ross, bien qu'ils ne sortent pas ensemble. Ses deux parents divorceront au cours de la série. Véritable fille à papa, elle est pourtant d'une nature gentille et attentionnée.
- Monica Geller : Sœur de Ross et meilleure amie de Rachel et Phoebe. Anciennement obèse, toujours maniaque de l'ordre et de la propreté, elle deviendra chef cuisinier dans différents restaurants, dont "l'Alessandro". Après avoir partagé son appartement avec Phoebe, elle devient la colocataire de Rachel. Elle épousera Chandler, avec qui elle adoptera des jumeaux, Jack et Erika. Ses deux parents Jack et Judy apparaissent régulièrement au cours de la série, sa mère ayant toujours quelque chose à lui reprocher.
- Phoebe Buffay : Meilleure amie de Monica et Rachel. Ancienne colocataire de Monica, elle sera brièvement la colocataire de Rachel avant que son appartement ne brûle. Son passé semble agité : elle a vécu dans la rue après le suicide de sa mère et son père s'est enfui. Elle a une sœur jumelle, Ursula, avec qui elle ne s'entend pas. D'un naturel cependant joyeux et anticonformiste, elle est masseuse et chanteuse amateur au Central Perk. Elle se mariera à Mike, un pianiste, dans la dernière saison. Phoebe est assez excentrique et on se demande parfois si elle vit dans le  même monde que ses amis. Elle découvrira au fil des saisons l'existence d'un demi-frère à qui elle portera ses enfants et sa véritable mère biologique. Elle est très dévouée avec ses amis et est toujours prête à leur rendre service bien que parfois elle fasse des gaffes
- Joey Tribbiani : Meilleur ami de Chandler et Ross. Colocataire de Chandler, puis de Rachel, avec laquelle il aura une brève liaison. Issu d'une famille italo-américaine nombreuse, il exerce le métier d'acteur sans faire preuve d'un grand talent. Le sommet de sa carrière sera le rôle du Dr Drake Ramoray dans le soap opera Les Jours de notre vie (Days of our lives[15]). Bien qu'il ne soit pas très intelligent, il accumule les conquêtes féminines, auxquelles il ne s'attache d'ailleurs que très rarement. Il tombera fou amoureux de Rachel lors de sa grossesse jusqu'à le saison 10 il finira cependant par réussir à sortir avec elle mais malgré leur amour réciproque cela ne marchera pendant peu d'épisodes.
- Chandler Bing : Meilleur ami de Ross et Joey. Colocataire de Joey dans les premières saisons, c'est un ami de longue date de Ross, dont il épousera la sœur, Monica. Il exerce un métier ennuyeux, à l'intitulé imprécis (on sait tout juste qu'il travaille dans la « reconfiguration de données »  et la « facturation statistique »), avant de se réorienter dans la publicité. Son père est une femme transgenre meneuse de revue à Las Vegas et sa mère écrit des best-sellers érotiques. Depuis le divorce de ses parents, il utilise l'humour comme arme de défense. Son attitude parfois maniérée lui vaut d'être souvent sujet de malentendus concernant ses orientations sexuelles.
- Ross Geller : Frère de Monica, meilleur  ami de Chandler et Joey. Il est paléontologue, métier qui le passionne mais qui ennuie profondément ses amis. Il sera trois fois marié et divorcé : une fois avec Carol, une lesbienne avec qui il aura un fils, Ben ; ensuite avec Emily et enfin avec Rachel lors d'une cuite à Las Vegas. Après leur divorce, Ross et Rachel auront ensemble une fille, Emma, avant de se remettre ensemble à la fin de la série. Ses amis le charrient souvent sur ses 3 divorces et son lapsus lors de son mariage avec Emily.

## Personnages récurrents, notables etguest stars

### Apparus durant la saison 1

#### Jack et Judy Geller
Jack et Judy Geller (Elliott Gould et Christina Pickles) sont les parents de Ross et Monica. Lors de ses premières apparitions, Jack fait fréquemment des commentaires inappropriés. Jack a régulièrement des idées entrepreneuriales farfelues comme vendre des glaces par Internet ou fabriquer des tomates séchées. Il est malgré tout un père aimant et n'hésite pas à montrer ses sentiments envers ses enfants (il donne notamment sa Porsche à Monica pour se faire pardonner d'avoir perdu ses affaires ou rassure Ross qui s'apprête à devenir père). Son métier est inconnu mais il semble disposer d'une certaine aisance financière. Judy fait souvent des remarques condescendantes sur le manque de petit ami de Monica et oublie parfois l'existence même de sa fille, en favorisant Ross par la même occasion, elle a un tempérament bien plus bourgeois que son mari et est régulièrement gênée par la franchise de celui-ci. 
Pickles a été nommée pour le Primetime Emmy Award dans la catégorie meilleure actrice invitée dans une série comique pour son apparition dans « Celui qui hallucine ». Le journal The Seattle Times a classé Jack et Judy comme les seconds meilleurs personnages invités de la série en 2004.

#### Carole Willick et Susan Bunch
Carol Willick (jouée par Anita Barone pour un épisode, Jane Sibbett par la suite) et Susan Bunch (Jessica Hecht) sont respectivement l'ex-femme lesbienne de Ross, dont l'homosexualité est révélée un an avant le pilote, et sa compagne. Carol dit à Ross qu'elle est enceinte dans « Celui qui est perdu » et qu'elle compte le garder avec sa partenaire Susan. Susan et Ross ne tentent pas de cacher leur mépris réciproque, mais ils mettent brièvement leurs différends de côté dans « Celui qui a failli rater l'accouchement » quand Carol donne naissance à un garçon, Ben. Carol et Susan se marient dans « Celui qui n'apprécie pas certains mariages » et font des apparitions régulières jusqu'à « Celui qui aurait pu se passer - 2e partie » (Susan) et « Celui qui savait la vérité sur Londres » (Carol).
Les personnages de Carol et Susan sont basés sur les meilleurs amis de Marta Kauffman et David Crane à New York : « Nous ne les avons pas créés pour une quelconque raison politique ou pour le chic lesbien. C'était juste une opportunité de raconter une histoire vraiment intéressante ». Les personnages ont été qualifiés d'exemple positif de couple homosexuel à la télévision par le Gay & Lesbian Alliance Against Defamation. À l'origine, Jessica Hecht avait auditionné pour le rôle de Monica.

#### Gunther
Gunther (James Michael Tyler) est le gérant du café Central Perk, qui fait sa première apparition comme personnage de fond dans « Celui qui a un rôle ». Le personnage développe un amour non réciproque pour Rachel dans la saison 3, qu'il garde pour lui jusque dans l'épisode « Ceux qui s'en allaient - 1re partie ». Sa jalousie de Ross apparait de nombreuses fois, notamment dans l'épisode « Celui qui a survécu au lendemain » quand il révèle à Rachel que Ross l'a trompé alors qu'ils « avaient rompu ». Gunther apparait presque dans chaque épisode, mais n'attire l'attention sur lui qu'occasionnellement et n'a presque jamais de rôle important dans l'épisode. Dans la saison 8, lors de l'épisode « Celui qui voulait garder Rachel », Gunther apparait comme parlant couramment le néerlandais (bien qu'avec une pointe d'accent américain), en traitant Ross de « ezel » (âne) alors qu'il parle avec lui. Il dit aussi avoir joué Bryce dans La Force du destin et a été « tué dans une avalanche ».
James Michael Tyler fut choisi pour le rôle de Gunther car il était le seul figurant qui pouvait faire marcher la machine à café du Central Perk de manière compétente. Tyler joue aussi Gunther en tant que voix-off dans le jeu Friends pour PS2, PC et Xbox, et dans le jeu de plateau Friends: Scene It?. Le journal The Seattle Times classe Gunther comme huitième meilleur personnage invité de la série en 2004. Quand le magazine Heatworld.com lui a demandé, en 2009, ce que Gunther ferait « maintenant », Tyler répondit qu'« il aurait probablement un mariage traditionnel, avec beaucoup de bébés aux cheveux blancs courant avec les cheveux plus brillant que le soleil ».

#### Julie
Julie (Lauren Tom) est également paléontologue et elle est la petite amie de Ross de la fin de la saison 1 au début de la saison 2. 

#### Marcel
Marcel est un petit singe capucin. C'est l'animal de compagnie de Ross dans la saison 1. Ce dernier revoit Marcel dans deux épisodes de la saison 2 (2-12 et 2-13)

#### Janice Litman Goralnick
Janice Litman Goralnick (Maggie Wheeler) la petite-amie de Chandler avec laquelle il rompt puis se réconcilie plusieurs fois pendant les quatre premières saisons. Janice est l'un des quelques personnages qui, en dehors des six personnages principaux, apparait dans toutes les saisons de Friends. Chandler a du mal à la quitter dans « Celui qui lave plus blanc » mais il se remet avec elle pour le Nouvel an dans « Celui qui singeait » et pour la Saint-Valentin dans « Celui qui avait un cœur d'artichaut ». Dans la saison 2, Chandler est déçu d'apprendre qu'elle est mariée et enceinte. Dans l'épisode « Celui qui embrassait mal », Chandler arrange une rencontre avec femme mystérieuse sur Internet, qui se révèle être Janice. Leur relation dure durant la saison 3, quand Janice décide de quitter son mari pour être avec Chandler. Dans l'épisode « Celui qui était prof et élève », Joey la voit embrasser son mari. Chandler la quitte dans « Celui qui avait pris un coup sur la tête ». Dans l'épisode « Celui qui jouait au rugby », Janice retourne dans la vie de Chandler. Pour la quitter, Chandler prétend déménager au Yémen. Elle a une brève aventure avec Ross dans « Celui qui riait différemment », et fait un caméo sur un mixtape dans « Celui qui avait l'Unagi ». Dans « Celui qui avait un livre à la bibliothèque » elle essaye d'interférer dans les plans de mariage de Monica et Chandler. Dans « Celui qui avait un bébé - 1re partie », elle est placée dans la même salle de travail que Rachel à l'hôpital. Elle donne naissance à un garçon, Aaron, à propos duquel elle rit en disant qu'il était le futur époux d'Emma. Dans « Celui qui faisait un test de fécondité », elle donne à Chandler des conseils et son soutien dans une clinique de fertilité. Dans « Celui qui faisait tout pour retenir Rachel », elle s'apprête à acheter une maison voisine à celle que Monica et Chandler veulent acheter. Pour se débarrasser d'elle, Chandler prétend être encore amoureux d'elle.
Dans « Celui qui faisait tout pour retenir Rachel », Chandler donne son nom complet : Janice Litman Goralnick (née Hosenstein). Elle parle avec un accent new yorkais nasal et accentue chaque mot de sa phrase « Oh, my God! ». Le rire distinctif de Janice s'est avéré la conséquence d'une gaffe de Wheeler durant la répétition de l'épisode « Celui qui lave plus blanc » après les répliques de Chandler et Janice : « More latté? »/« No, I'm still working on mine », Wheeler rit. Le journal The Seattle Times classa le personnage de Janice comme le meilleur personnage invité de la série en 2004.

#### Ursula Pamela Buffay
Ursula Pamela Buffay (Lisa Kudrow) est la sœur jumelle de Phoebe. Le rôle d'Ursula a pour origine la sitcom Dingue de toi dans laquelle Lisa Kudrow la jouait comme une serveuse maladroite au Riff's et qui oubliait fréquemment les commandes. Elle fait sa première apparition dans Friends dans l'épisode « Celui qui devient papa » ; quand Chandler et Joey mangent au Riff's et confondent Ursula avec Phoebe. Joey est attiré par Ursula et ils commencent à sortir ensemble. Ursula dit à Phoebe qu'elle s'ennuie avec Joey, donc Phoebe prétend être sa sœur pour quitter Joey avec douceur. Dans le même épisode, où Helen Hunt et Leila Kenzle font un cameo de leurs personnages dans Dingue de toi, Jamie Buchman et Fran Devanow, dans une scène où elles prennent Phoebe pour Ursula au Central Perk. Ursula apparait ensuite dans « Celui qui avait la technique du câlin », où elle est suivie par un homme (David Arquette) qui la prend pour Phoebe. Dans « Celui qui soignait les piqûres de méduses », Phoebe dit à Ursula qu'elle a rencontré leur mère biologique, mais Ursula la connaissait déjà. Dans « Celui qui ne pouvait pas pleurer », Phoebe commence à faire l'objet d'une attention non souhaitée de la part d'hommes, et découvre qu'Ursula joue dans des films pornographiques en utilisant le nom de Phoebe. Phoebe prend sa revanche en prenant les honoraires d'Ursula et en embarrassant beaucoup de ses fans masculins. Les flashbacks dans « Ceux qui avaient trente ans » révèlent qu'Ursula a vendu le certificat de naissance de Phoebe à un fugitif suédois, et que les deux sœurs ont 31 ans. Dans « Celui qui perturbait Halloween », Ursula présenta Phoebe à Eric (Sean Penn), son fiancé. Phoebe est horrifiée par le fait qu'Ursula ait dit à Eric qu'elle est professeur, membre du Corps de la Paix, non-fumeuse, et qu’elle s'occupe d'un groupe d'Église (que des mensonges). L'épisode final de la série Dingue de toi, qui se passe 22 ans dans le futur, révèle qu'après une carrière réussie dans la pornographie, Ursula devint Gouverneur de New York.

#### Autres personnages apparus durant la saison 1
- Barry Farber (Mitchell Whitfield) était le fiancé de Rachel et que cette dernière avait laissé à l'autel. Barry, un orthodontiste, décide de partir pour la lune de miel, initialement prévue pour son mariage avec Rachel, avec sa demoiselle d'honneur Mindy, et commença une relation avec elle. Leur relation entra dans une période difficile dans « Celui qui a un dentiste carié »[e 31] quand lui et Rachel envisagent de se remettre ensemble. Il décide de rester avec Mindy et les deux se marient dans « Celui qui embrassait mal »[e 13]. Ils divorcent dans « Celui qui aurait pu se passer - 1re partie » (Saison 6, 2000)[e 5]. Le nom de famille de Barry est « Finkle » dans le pilote et « Farber » dans toutes ses autres apparitions, à l'exception de l'épisode « Celui qui se souvient » ou il est appelé « Barry Barber ».
- Paul le « sommelier » sort avec Monica lui dans Celui qui déménage. Paul travaille au restaurant de Monica et doit l'approvisionner en vin. Phoebe, qui n'est pas sure de l'origine de ce surnom, demande à Chandler : "What does that mean, does he sell it, drink it or does he just complain a lot?" Lors du rendez-vous, Paul dit à Monica qu'il a été incapable de faire « quoi que ce soit sexuellement » depuis que sa femme l'a quitté deux ans auparavant. Monica passe finalement la nuit avec lui mais découvre plus tard que c'était un mensonge (à la suite d'une révélation de sa collègue de travail Franny) pour, selon les mots de Ross, la « mettre dans son plumard ». À la fin de l'épisode, Monica brise la montre de Paul pour se venger (car ce dernier avait cassé la montre de sa femme lorsqu'elle l'avait quitté).
- Allan avec qui Monica sort dans la première saison, Celui qui a un rôle, mais pour qui elle n'a pas vraiment de sentiments, ce qui n'est pas le cas de ses 5 amis qui l'adorent. Quand elle se décide à rompre avec lui, ce n'est pas de l'avis de tout le monde, sauf du principal intéressé qui lui avouera même qu'il ne supportait plus ses amis.
- M. Heckles (Larry Hankin) est le voisin de l'appartement en dessous de celui de Monica et Rachel. C'est un homme âgé qui se plaint toujours du bruit. Lors de sa première apparition, dans « Celui qui a du jus »[e 32], il disait être le propriétaire d'un chat perdu que Rachel avait trouvé. Il apparait encore dans « Celui qui devient papa – 1re partie »[e 24] et « Celui qui a perdu son singe »[e 33] avant de mourir dans « Celui qui est mort dans l'appart du dessous »[e 34]. Dans un dernier acte de méchanceté, il lègue toutes ses camelotes aux « filles bruyantes du dessus ». Il fait une dernière apparition caméo dans « Celui qui se souvient »[e 35] qui se déroule en 1993, ou il se plaint du bruit fait par Phoebe qui perturbe ses exercices de hautbois, et qui cause involontairement l'emménagement de Joey avec Chandler.
- Aurora sort avec Chandler après leur rencontre à la pièce de théâtre « Freud! », joué par Joey, dans l'épisode Celui qui est verni. Quand il la rencontre pour la première fois, il arrive à avoir un rencard avec elle, bien qu'elle soit « hors catégorie ». Cependant, il découvre plus tard, qu'elle a un mari, Rick, et un petit ami, Ethan. Sur l'instant, cela ne le gêne pas mais il finit par devenir accro et il découvre, ensuite, qu'elle sort avec un autre garçon, Andrew. Cela en est trop pour Chandler, il va rompre avec elle.
- Paolo (Cosimo Fusco) est le voisin italien (très stéréotypé) vivant dans l'immeuble de Monica. Il a de grosses difficultés à parler un anglais correct. Il rencontre Rachel lors d'une panne électrique dans « Celui qui a du jus »[e 32]. Ils commencent à sortir ensemble rendant Ross jaloux. Elle le plaque après qu'il a mis la main aux fesses de Phoebe dans « Celui qui aime les lasagnes »[e 36] mais couche une dernière fois avec lui dans « Celui qui a une nouvelle fiancée »[e 37].
- Bob (Robert) « le marrant » (Vincent Ventresca) est un des petits-amis de Monica. C'est un gars joyeux qui arrive à rendre les gens heureux autour de lui. Il a été le petit ami de Monica avant le début de la série et a fait sa première apparition dans Celui qui singeait, lorsque Monica l'appelle en désespoir de cause pour la fête du Jour de l'An. Il devient alors dépressif quand son grand-père décède et n'est plus du tout marrant. Il est de nouveau marrant lorsqu'il est sous l'influence de l'alcool. Monica lui demande d'arrêter de boire mais elle trouve que tout le temps qu'elle passe avec Bob « le dépressif », elle commence elle-même à boire. Ironiquement, c'est la raison pour laquelle Bob voudra la quitter.

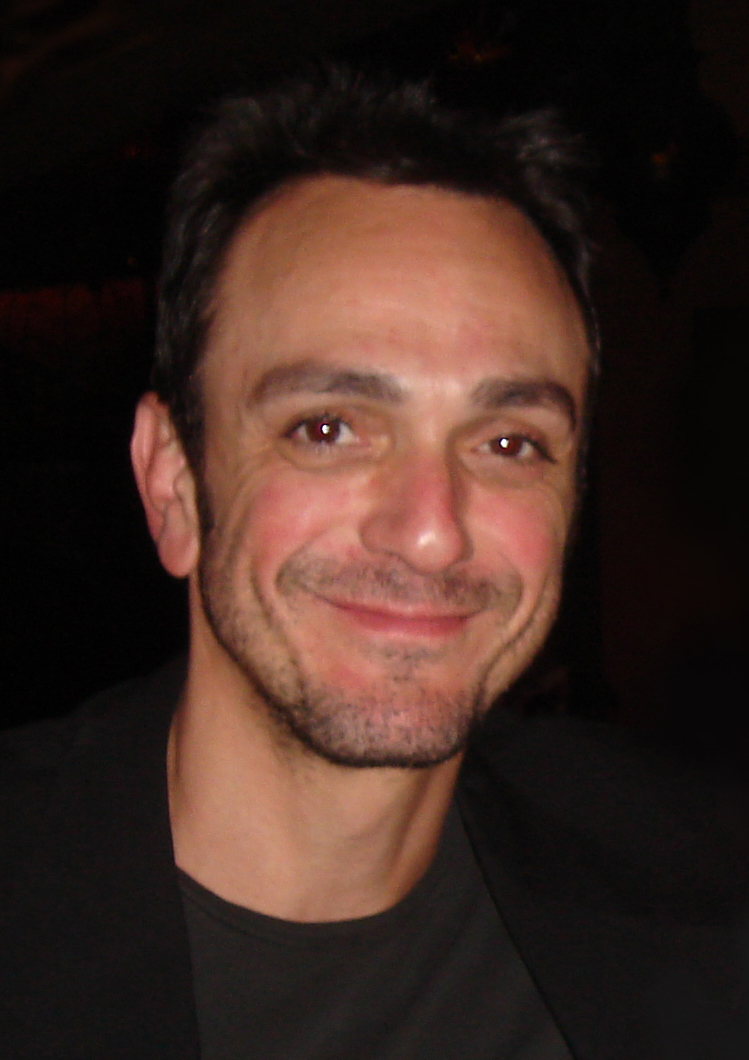
Hank Azaria

- David, dit David « le scientifique » (Hank Azaria), est un scientifique dont Phoebe est tombée amoureuse dans la saison 1. Il est obligé d'aller à Minsk, en Biélorussie, pour essayer d'achever la « distillation positronique des particules subatomiques ». Il apparaît brièvement dans la saison 7 lors d'une visite d'un jour puis il apparaît dans le début de la saison 9. Cette seconde visite se fait le même jour où elle donne les clefs de son appartement à Mike Hannigan. Après avoir prouvé que la « distillation positronique des particules subatomiques » ne pouvait pas être faite, David revient à New-York définitivement et commence à sortir encore une fois avec Phoebe à la fin de la saison 9. Après que Phoebe aura rompu avec Mike car il ne voudra plus jamais se remarier, elle est toujours amoureuse de lui et elle se trompe de prénom de temps en temps. David, après avoir compris la raison pourquoi Phoebe et Mike ont rompu, décide de la demander en mariage. Cependant Mike sait ce que veut faire David et la demande en mariage. Phoebe choisit Mike.
- Terry (Max Wright) est le gérant du Central Perk. Il ne cache pas le fait qu'il pense que Rachel est une très mauvaise serveuse. Il lui refuse une avance sur son salaire dans « Celui qui parle au ventre de sa femme » et embauche un musicien professionnel pour remplacer Phoebe dans « Celui qui a oublié un bébé dans le bus ».
- Nora Tyler Bing (Morgan Fairchild) est la mère de Chandler. Elle écrit des romans érotiques. Elle fait sa première apparition dans The One with Mrs. Bing, où elle rencontre le groupe alors qu'elle fait la promotion de son livre à New York. Après le diner, elle embrasse Ross. Elle fait une nouvelle apparition dans des scènes de flashback dans « Celui qui avait des souvenirs difficiles à avaler » et plus tard dans d'autres épisodes.
- Mindy (Jennifer Grey est apparue pour la première fois dans « Celui qui a un dentiste carié »[e 31], Jana Marie Hupp dans « Celui qui embrassait mal »[e 13]) est la demoiselle d'honneur de Rachel lors du mariage avorté avec Barry. Mindy et Rachel étaient meilleures amies alors qu'elles grandissaient mais leur amitié fut mise à l'épreuve quand Rachel a découvert que Mindy et Barry se voyaient. Elle demande à Rachel d'être sa demoiselle d'honneur. Mindy se marie à Barry dans « Celui qui embrassait mal »[e 13], devenant Mindy Hunter-Farber. Ils divorcent dans « Celui qui aurait pu se passer - 1re partie' »[e 5].
- Ben (Plusieurs acteurs de 1995–1999 ; Cole Sprouse de 2000–2002) est le fils de Ross et Carol né dans l'épisode « Celui qui a failli rater l'accouchement »[e 3].
- Julie (Lauren Tom) est une ancienne collègue d'université de Ross qu'il rencontre à nouveau en Chine dans « Celui qui fait craquer Rachel »[e 38]. Ils commencent à sortir ensemble mais rompent dans « Celui qui a été très maladroit »[e 39] quand Ross révèle qu'il aime Rachel. Elle fait une dernière apparition dans « Celui qui se dédouble »[e 40], ou elle tombe amoureuse d'un sosie de Ross nommé Russ.
- Le Gros tout nu (Jon Haugen[20]), en VO, the Ugly naked guy, soit « le type tout nu très laid », est un obèse qui vit  dans un appartement directement en vis-à-vis de celui de Monica et Rachel. Il s'agit d'un homme au comportement étrange qui, comme son surnom l'indique, vit tout nu chez lui. Il laisse en permanence les rideaux ouverts, ce qui laisse tout loisir d'observer sa vie quotidienne. Le gros tout nu est pour l'essentiel un personnage en hors-champ : il n'apparaît en effet que deux fois à l'image au cours de la série (dans le huitième épisode de la troisième saison, puis dans le quatorzième épisode de la cinquième saison), sans que son visage ne soit montré au spectateur. Il est par contre régulièrement mentionné dans les propos des protagonistes, qui commentent le comportement dont ils sont témoins. Le gros tout nu est cité pour la première fois dans le deuxième épisode de la première saison. Il déménage dans la cinquième saison, ce qui est l'occasion de sa seconde et dernière apparition à l'image ; Ross emménage alors dans son appartement.

### Apparus durant la saison 2

#### Richard Burke

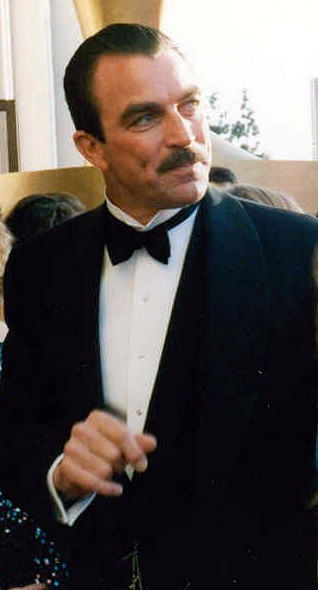
Tom Selleck joue le rôle du Dr Richard Burke, petit ami de Monica

Le Dr Richard Burke, joué par Tom Selleck, est un ophtalmologiste âgé de 21 ans de plus que Monica, est un ami très proche des parents de cette dernière. Ils tombent tous les deux amoureux, le jour où elle doit organiser une fête pour lui au milieu de la saison 2, et leur relation devient très vite des plus sérieuses jusqu'au dernier épisode de la saison, lorsque Monica découvre que Richard ne veut pas d'autres enfants. Parce qu'elle est sûre d'en vouloir, Monica se résout à stopper leur relation. Selon ses dires cette action fut la chose la plus difficile qu'elle n'a jamais eu à faire, et quand ils se remettent ensemble durant la saison 3, ils décident d'un commun accord d'y mettre fin rapidement, bien avant qu'elle ne deviennent plus qu'une histoire de sexe. Richard Burke fera une dernière apparition à la fin de la saison 6, interférant avec le plan de Chandler visant à demander la main de Monica, alors qu'il s'était enfin résolu à se marier et à avoir de nouveaux enfants. Il abandonnera son idée en réalisant que Chandler s'apprêtait à faire sa demande alors qu'ils étaient déjà très heureux ensemble. Il apparaît également très souvent sans qu'on le voit au fil des saisons, il est ainsi fréquemment mentionné dans les conversations, au grand désarroi de Chandler.

#### M. Treeger
M. Treeger (Michael G. Hagerty) est le concierge du l'immeuble de Monica. Il apparait pour la première fois dans « Celui qui est mort dans l'appart du dessous », ou il présente l'avocat de heckles à Monica et Rachel. Il apparait ensuite dans « Celui qui cassait les radiateurs », lorsque Monica croit qu'il ne veut pas réparer son radiateur volontairement. Plus tard, quand Joey lui reproche d'avoir bousculé Rachel, il le menace d'expulser Rachel et Monica à moins que Joey l'aide à s'entraîner à danser pour impressionner une femme. Dans « Celui qui avait la chaîne porno », il nettoie les canalisations de la douche de l'appartement qu'ont gagné Chandler et Joey, et les prévient de ne jamais éteindre leur télévision s'ils veulent garder le porno gratuit. Dans sa dernière apparition, il fait ouvrir la porte de Monica par un pompier après que Joey lui a dit qu'il avait senti du gaz.

#### Estelle Leonard
Estelle Leonard (June Gable) est agent artistique, s'occupant notamment de la carrière de Joey. C'est une femme d'âge mûr, ayant un discours très direct, se maquillant à outrance et portant des tenues assez excentriques.
Elle fume en permanence et semble cacher des cigarettes partout dans son bureau.
Lors de la saison 5 alors que Joey perd son assurance médicale pour ne pas avoir assez travaillé, il retourne la voir pour constater qu'elle croyait qu'il avait changé d'agent et lui a fait une mauvaise publicité dans la profession. Elle se rattrape en lui trouvant de multiples auditions lui permettant de récupérer son assurance rapidement.
Elle décède au cours de la saison 10, Joey prononce son éloge funèbre et on constate qu'elle n'avait que deux artistes sous contrat : Joey lui-même et un mangeur de papier nommé Al Zebooker.

#### Autres personnages apparus durant la saison 2
- Duncan (Steve Zahn) est le mari de Phoebe. Il apparait dans « Celui qui avait viré de bord ». Duncan est un danseur sur glace gay venant du Canada et qui s'est marié avec Phoebe pour avoir la Carte verte. Lorsque Phoebe dit qu'elle n'est pas amoureuse de lui, Monica lui montre le contraire; par exemple, lorsque Duncan est parti, Phoebe est restée en pyjama pendant un mois, et elle a même mangé un cheeseburger. Duncan veut qu'ils divorcent parce qu'il a découvert qu'il n'était pas réellement gay et qu'il voulait se remarier. À la fin de l'épisode, ils s'embrassent.

- Ryan (Charlie Sheen) apparait dans l'épisode « Celui qui attrape la varicelle ». Charlie Sheen joue le petit ami de Phoebe, un sous marinier qui refait surface de temps en temps. Phoebe attrape alors la varicelle pour la première fois et la donne a son petit ami. Les deux se grattent l'un l'autre alors qu'ils font l'amour.

### Apparus durant la saison 3

#### Pete Becker

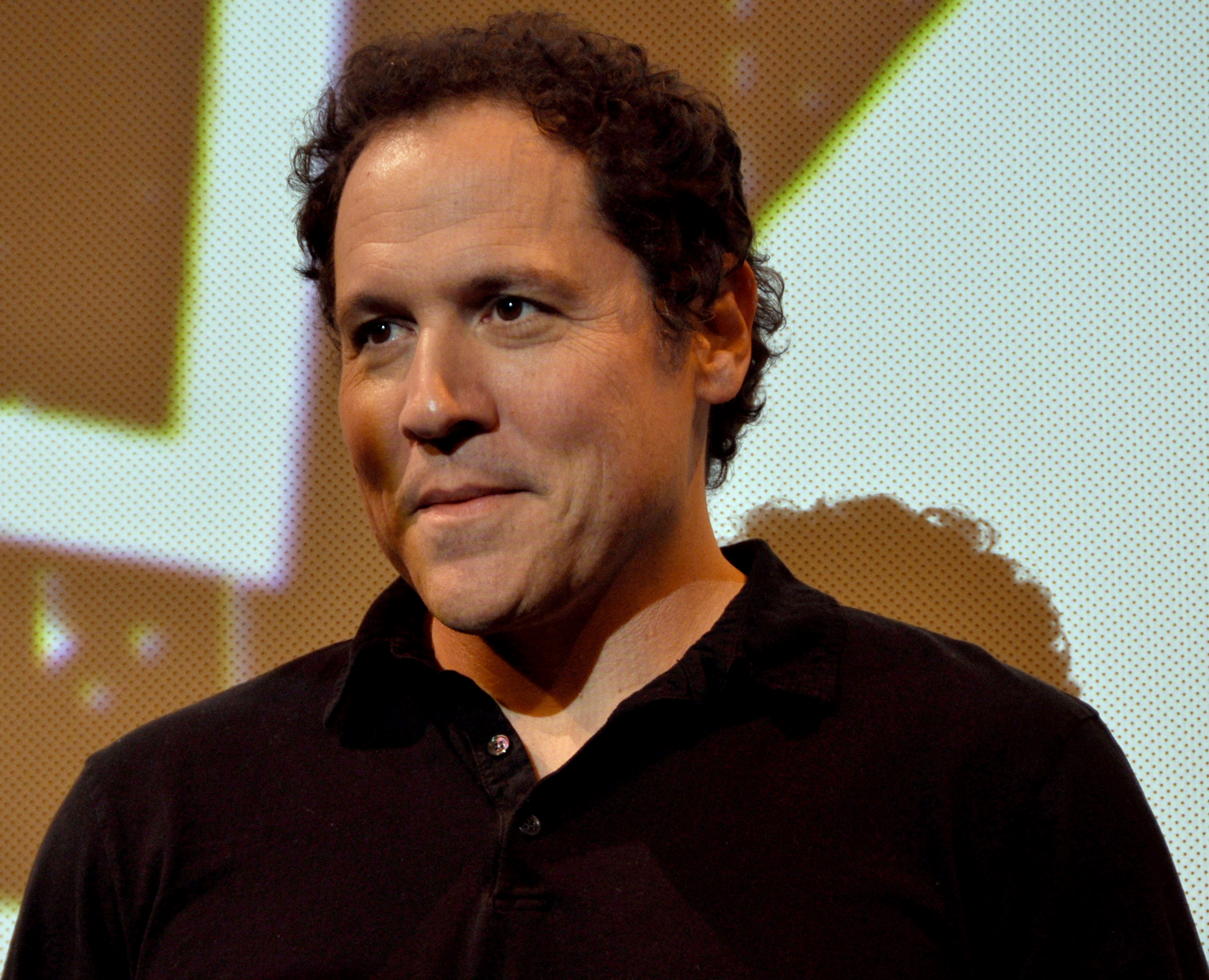
Jon Favreau qui a incarné le petit ami de Monica durant les 6 épisodes de la saison 3.

- Pete Becker (Jon Favreau) est un multimillionnaire PDG d'une entreprise d'élaboration de logiciels car il a conçu une application de bureaux à succès. Pete a laissé à Monica un chèque de 20 000 $ avec son numéro de téléphone sur un post-it lors de la saison 3 (Monica était alors serveuse au Moonlight Diner). Bien qu'au départ elle ait été offensé, Monica commence à sortir avec Pete, mais elle découvre rapidement qu'elle n'est pas physiquement attirée par lui. Ceci change lorsqu'il l'embrasse et ils finissent par sortir ensemble jusqu'à la fin de la saison, quand Pete, décidant de devenir « le champion d'Ultimate Fighting », combat des adversaires plus grands et plus corpulents que lui et est battu à plusieurs reprises. Il refuse d'abandonner, par conséquent Monica, qui ne supporte plus de le voir se faire ça, quitte Pete.

### Apparus durant la saison 4

#### Kathy
Kathy (Paget Brewster) est la petite amie de Joey, la première dans la série avec qui il entretient une relation continue. Chandler tombe rapidement fou amoureux d'elle, sentiment réciproque. Ils finissent par s'embrasser mais elle décide de partir pour Chicago, ne souhaitant pas être responsable de la brouille entre les deux amis. Ayant finalement obtenu l'assentiment de Joey, Chandler la rattrape et entame une relation avec elle. Excessivement jaloux, il rompt avec elle alors qu'il est persuadé qu'elle le trompe avec un partenaire de scène, ce qui se révèle faux. Alors qu'il va la voir pour s'excuser, le partenaire est sous la douche, indiquant que Kathy a finalement couché avec, scellant définitivement la fin de la relation entre les deux.

#### Emily Waltham
Emily Waltham (Helen Baxendale) est la nièce du patron de Rachel. Londonienne, elle est en visite pour deux semaines à New York. Rachel se voit demander de lui tenir compagnie à un opéra, tâche qu'elle délègue à Ross. Ross et Emily s'entendent finalement parfaitement et passent tout le week-end dans le Vermont. À l'issue des deux semaines, elle rentre à Londres alors que Ross lui déclare ses sentiments. Elle lui révèle alors avoir quelqu'un d'autre dans sa vie mais le quitte finalement pour Ross. Après 6 semaines d'aller-retour, Ross la demande en mariage et de vivre avec lui. Elle accepte mais Ross prononce le nom de Rachel lors de l'échange des vœux. Prête à lui pardonner, elle va à sa rencontre à l'aéroport et le découvre en compagnie de Rachel, provoquant sa fuite. Quelques semaines plus tard, elle accepte de rejoindre Ross à New York à condition qu'il se débarrasse de tout ce qui le lie à Rachel (appartement, meubles...) et lui enjoignant de ne jamais plus la voir. Ross ne pouvant s'y résoudre, elle demande finalement le divorce. Plus tard dans la saison, elle s'apprête à se remarier mais appelle Ross, pensant avoir fait une erreur en se séparant de lui. Rachel efface le message par erreur mais le dit à Ross et lui enjoint de ne pas la rappeler. Elle n'effectue plus aucune apparition par la suite.

#### Autres personnages apparus durant la saison 4
- Joshua Bergin (joué par Tate Donovan, le vrai petit-ami de Jennifer Aniston au moment du tournage) est un client de Rachel lors de la saison 4. Ils allaient commencer une liaison, mais Rachel a effrayé Joshua en le demandant en mariage, par jalousie de voir la vitesse à laquelle Ross et Emily décidèrent de se marier. Il a peur de tous volatiles.

### Apparus durant la saison 6
- Paul Stevens (joué par Bruce Willis) est le père d'Elizabeth, l'étudiante avec qui Ross aura une aventure dans la saison 6. Alors que Paul essayait d'expliquer à quel point il n'appréciait pas la différence d'âge entre sa fille et Ross, il cèdera au charme de Rachel. Celle-ci, voulant le connaître un peu plus, finit par le faire pleurer pendant des heures. On apprend également qu'il a élevé tout seul sa fille puisque sa femme est morte en la mettant au monde.

### Apparus durant la saison 7
- Thomas Jones, dit Tag (Eddie Cahill), est un jeune homme de 24 ans, originaire du Colorado, que Rachel emploie comme assistant chez Ralph Lauren dans la saison 7. Pourtant son Curriculum Vitæ n'est guère consistant. Elle le laisse tomber le jour de ses 30 ans, quand elle réalise à quel point Tag est immature par rapport aux exigences qu'elle s'impose dans sa recherche d'une relation sérieuse.
- Stewart, mari de la cousine de Ross et Monica avec qui celle-ci avait couché. C'est pour cette raison que Monica n'avait pas été invité et que Ross l'invita pour l'y amener. Avant de réaliser qui était le marié, Monica demanda "What could I have possibly done" mais quand elle le réalisa Ross souligna : "I think you mean who could you have possibly done".

### Apparus durant la saison 9

#### Autres personnages apparus dans la saison 9
- Gavin Mitchell (Dermot Mulroney) a été désigné comme remplaçant de Rachel lors de son congé maternité durant la saison 9, menant Rachel à reprendre le travail plus tôt que prévu de peur de perdre son travail. Alors qu'elle considérait de prime abord Gavin comme un imbécile, Rachel va très vite changer d'avis, allant jusqu'à l'embrasser, bien que leur relation s'arrêtera dès le lendemain, de peur que les choses ne soient trop compliquées entre elle et Ross.